# Friedrich Hottenroth
Pour les articles homonymes, voir Hottenroth.

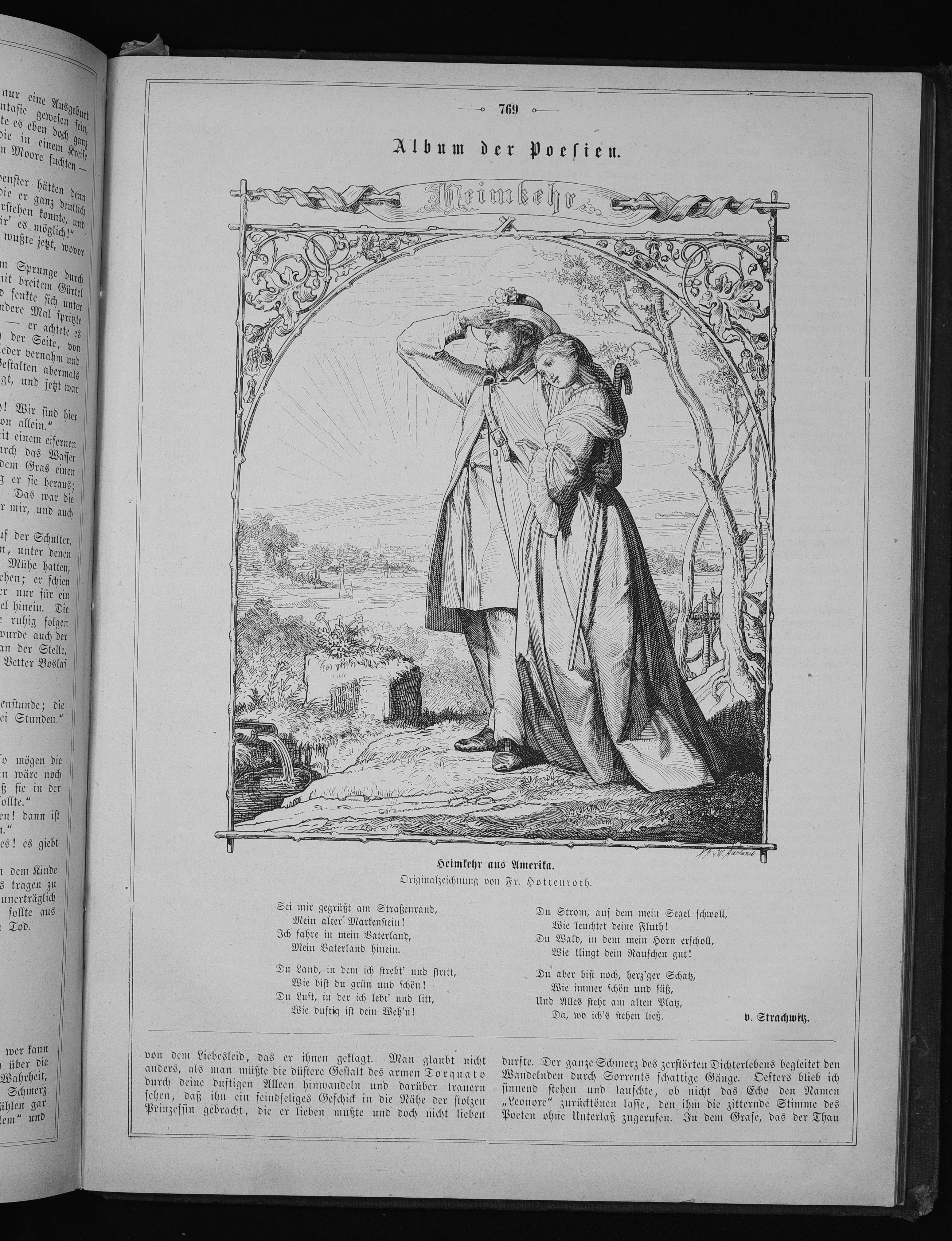

Friedrich Hottenroth, né le 6 février 1840 à Johannisberg et mort le 26 mai 1917 à Francfort-sur-le-Main, est un lithographe, peintre et auteur allemand.

## Biographie
Friedrich Hottenroth naît le 6 février 1840 à Johannisberg.
Après une scolarité secondaire rendue possible grâce à une bourse d'études, Hottenroth commence à dessiner de façon autodidacte. Entre 1873 et 1877, il travaille comme illustrateur de l'Illustrierte Geschichte des deutschen Volkes de Wilhelm Zimmermanns. En 1879, il commence son travail sur Handbuch der deutschen Tracht, le manuel richement illustré est suivi par les trois volumes de Deutschen Volkstrachten.
Hottenroth illustre lui-même ses descriptions de costumes. De plus, il se promène avec ses ustensiles de dessin lors de longues promenades dans les villages. Sa dernière œuvre est l'Altfrankfurter Trachten, publiée en 1912. Il reste célibataire toute sa vie et meurt appauvri dans un foyer pour artistes démunis.

## Publications
- (de) Trachten, Haus-, Feld- und Kriegsgeräthschaften der Völker alter und neuer Zeit, 2 vol., Stuttgart, Gustav Weise, 1884 & 1891 (lire en ligne).
- (de) Handbuch der deutschen Tracht. Mit 1631 ganzen Figuren und 1391 Teilfiguren in 271 schwarzen Textill., 30 Farbentaf. und einer Titelvignette, Stuttgart, Gustav Weise, 1892.
  - Réimpression : Die Kleidung der Deutschen. Gewänder und Zugehöriges von den Germanen bis zum Ende des 19. Jahrhunderts. Alle Abbildungen mit den Bildlegenden aus dem „Handbuch der Deutschen Tracht“ (1892–1896), Hanovre, Th. Schäfer, 1999  (ISBN 3-88746-111-8).
- (de) Deutsche Volkstrachten, städtische und ländliche, vom XVI. Jahrhundert an bis zum Anfange des XIX. Jahrhunderts, 3 vol., Frankfort-sur-le-Main, Keller, 1898.
  - Volume 1 : Volkstrachten aus Süd- und Südwest-Deutschland, 1898.
  - Volume 2 : Volkstrachten aus West- und Nordwest-Deutschland, 1900.
  - Volume 3 : Volkstrachten aus Nord- und Nordost-Deutschland sowie aus Deutsch-Böhmen, 1902.
- (de) Die Nassauischen Volkstrachten, Auf Grund des vom Amtsgerichtsrat a. D. Düssell gesammelten Materials bearb. von Friedrich Hottenroth, Wiesbaden, Altertumskunde, 1905.
- (de) Altfrankfurter Trachten von den ersten geschichtlichen Spuren an bis ins 19. Jahrhundert, Frankfort-sur-le-Main, Keller, 1912.